# Bryne
Bryne er en by i Time kommune i Rogaland fylke i Norge. Bryne ligger ca. 25 minutter med tog syd for Stavanger i landskabet Jæren, fik bystatus 1. januar 2001 og er en af Norges yngste byer. Bryne havde 9.266 indbyggere i 2009.

## Historie
Bryne blev etableret som Thime Station, en af flere stationsbyer langs Jærbanen, som blev bygget i 1878. Der blev etableret en landbrugsrelateret industri med møller, mejeri og produktion af landbrugsmaskiner, senere også produktion af gravemaskiner. Bryne blev et uddannelsescenter med mejeriskole fra 1906 og Rogaland Landsgymnas fra 1924. Thime Station skiftede navn til «Bryne» i 1921.

## Navnet
Navnet Bryne /'bry:ne / kommer af gammelnorsk brún: kant, skrendt, og -vin: mark; og det passer godt sammen med stedet på højderne ved sydenden af søen Frøylandsvatnet.

## Fritz Røed Skulpturpark
1. oktober 2004 blev Fritz Røed Skulpturpark åbnet. Denne park har kun skulpturer af kunstneren Fritz Røed, som havde tilknytning til Bryne.

## Sport
Bryne har haft et fodboldhold i Tippeligaen, Bryne Fotballklubb. Desuden drives der også anden sport som håndbold og kamsport i Bryne.